# Aske Sampers
Aske Sampers (20 mei 2001) is een Belgisch voetballer die onder contract lag bij Cercle Brugge. Op 31 januari 2023 kwam de aanvaller over naar Lierse K. waar hij tekende tot juni 2025.

## Carrière
Sampers sloot zich op twaalfjarige leeftijd aan bij de jeugdopleiding bij Cercle Brugge. In oktober 2020 ondertekende hij er zijn eerste semiprofcontract. Op 31 juli 2021 maakte hij zijn officiële debuut in het eerste elftal: in de competitiewedstrijd tegen Oud-Heverlee Leuven (1-1) viel hij in de 87e minuut in voor Dino Hotić.

### Lierse k.
Op 31 januari 2023 tekende Sampers bij  Lierse K. tot juni 2025.

## Clubstatistieken
| Seizoen         | Club            | Land            | Competitie         | Competitie | Competitie | Beker | Beker | Supercup | Supercup | Europees | Europees | Totaal | Totaal |
| Seizoen         | Club            | Land            | Competitie         | Wed.       | Dlp.       | Wed.  | Dlp.  | Wed.     | Dlp.     | Wed.     | Dlp.     | Wed.   | Dlp.   |
| --------------- | --------------- | --------------- | ------------------ | ---------- | ---------- | ----- | ----- | -------- | -------- | -------- | -------- | ------ | ------ |
| 2021/22         | Cercle Brugge   | Vlag van België | Jupiler Pro League | 3          | 0          | 0     | 0     | —        | —        | —        | —        | 3      | 0      |
| Carrière totaal | Carrière totaal | Carrière totaal | Carrière totaal    | 3          | 0          | 0     | 0     | 0        | 0        | 0        | 0        | 3      | 0      |

Bijgewerkt op 14 augustus 2021.
1 Warleson ·
2 Diakité ·
3 Utkus ·
4 Gomis ·
5 Perrin ·
6 Agyekum ·
7 Efekele ·
8 Nunes ·
10 Augusto ·
11 Minda ·
13 Brunner ·
14 Mpanzu ·
15 Magnée ·
17 Francis ·
18 Miangue ·
20 Nazinho ·
21 Delanghe ·
22 Bayo ·
23 Jurado ·
27 De Wilde ·
28 Van der Bruggen ·
30 Bruninho ·
34 Somers  ·
66 Ravych ·
76 Lietaert ·
77 Ngoura ·
84 Langenbick ·
89 Room ·
90 Kakou ·
99 Ouattara ·
Coach: De Wulf 